# Gold Hill (Nevada)

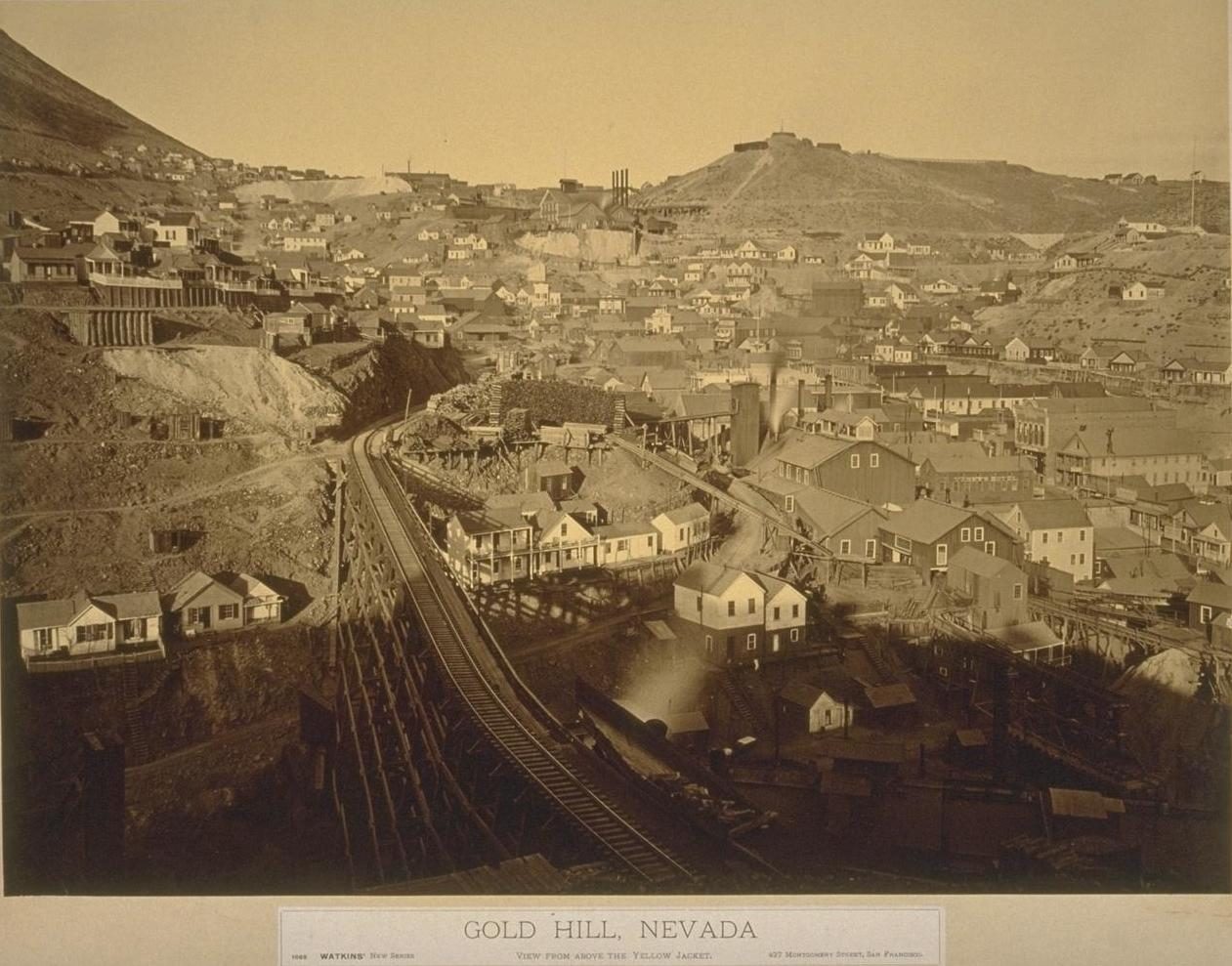
Gold Hill nos finais da década de 1870. Foto de : Carleton Watkins

Gold Hill (tradução literal: Montanha de ouro) é uma comunidade não incorporada no condado de Storey, estado do Nevada, nos Estados Unidos, localizada da sul de Virginia City. 
Foi incorporada em 17 de dezembro de 1862, para prevenir a sua anexação pela vila próxima de Virginia City, a vila um local onde viviam 8.000 habitantes. A prosperidade manteve-se por um período de 20 anos, entre 1868 e 1888 devido à mineração de   Comstock Lode, um grande depósito de minério de prata]. Minas como Yellow Jacket, Crown Point, e Belcher geraram 10 milhões de dólares em dividendos. A estação de correios permaneceu aberta até 1943.Na atualidade, Gold Hill, vive apenas de recordações, perdendo toda a sua importância que tinha no passado. Em 2005 viveriam 191 habitantes.  Gold Hill faz parte da região estatística de  Reno–Sparks Metropolitan Statistical Area. Vários vestígios históricos da vila ainda podem ser visitados, incluindo o  Gold Hill Hotel, considerado o mais "antigo hotel do estado de Nevada", existe desde antes de 1862 ; o antigo  edifício do Bank of California; o depósito do comboio/trem; e vestígios de minas.
A população de Gold Hill era principalmente de origem córnica e foi uma principais localidades da área de  Comstock area.
Houve atividade mineira entre 1927 e 1942, embora ainda houvesse posteriormente operações esporádicas depois de 1933, quando o preço do minério tornou pouco rentável a sua prospeção. Pouco menos de milhões de dólares foi o rendimento obtido após 1930.Tudo o que se  mantém em pé são monta-cargas e a fábrica de fundição; as operações mineiras atuais centram-se em rochas utilizadas na jardinagem. 
Em 1976, Bob Gray, um antigo marine do corpo de fotografia durante a Segunda Guerra Mundial e admirador da Virginia & Truckee Railroad desde que ele jovem, comprou uma secção de uma linha férrea abandonada entre Virginia City e um local a  cerca de 3,2 quilómetros a sul. Ele começou a operar um comboio turístico movido a vapor. A linha foi estendida para Gold Hill em 1992 e em 1994 a   Gold Hill Historical Society, que pode ser traduzida para Sociedade Histórica de Gold Hill foi fundada para preservar o depósito de Gold Hill um dos poucas estruturas de madeira da região que sobreviveu ao incêndio de 1875. Depois de 10 anos de tentativas da  Gold Hill Historical Society, o presidente da câmara/prefeito de Carson City aprovou e assinou um contrato que previa a reconstrução da linha férrea entre Gold Hill e o rio Carson a cerca de 24 quilómetros. Na atualidade Gold Hill é uma paragem do comboio turísticos, que transporta comboios a vapor turísticos atraindo milhares de turistas todos os anos.
Gold Hill foi onde nasceu a tenista Marion Jones, que conquistou uma medalha de bronze nos Jogos Olímpicos de 1900, ela foi a primeira estadunidense a ganhar uma medalha nos Jogos Olímpicos.